# Linia kolejowa 22 Körmend – Zalalövő
Linia kolejowa Körmend – Zalalövő – drugorzędna linia kolejowa na Węgrzech. Jest to linia jednotorowa, w całości niezelektryfikowana. Łączy Körmend z Zalalövő.

## Historia
Linia została otwarta w 1906 roku.